# Parafia Narodzenia Najświętszej Maryi Panny w Czchowie
Parafia pw. Narodzenia Najświętszej Maryi Panny w Czchowie – parafia rzymskokatolicka znajdująca się w diecezji tarnowskiej w dekanacie Czchów. Erygowana w XIV wieku. Mieści się przy Rynku. Prowadzą ją księża diecezjalni.
Według zachowanych rachunków świętopietrza parafia w Czchowie istniała już w 1325 r. a niektóre źródła datują jej powstanie nawet na XII wiek. Kościół został erygowany w 1346 (lub w 1349) pw. Piotra Apostoła. Prawdopodobnie jeszcze w XIV wieku zmieniono patrona kościoła i do dziś pozostaje on pw. Narodzenia NMP. Budynek został wzniesiony z miejscowego białego wapienia, stąd dawniej powszechna druga nazwa miasta Ecclesia Alba (łac biały kościół).
Kościół został rozbudowany w stylu gotyckim w 1430 r. mimo licznych drobnych przeróbek w tej postaci istnieje do dziś. Do 1693 w kościele znajdowała się brązowa tablica nagrobna Jana de Ognade, starosty czchowskiego i wodza (dux) wołoskiego. W końcu XIX wieku Czchów stał się siedzibą dekanatu, w skład którego weszły parafie Bieszadszyny (obecnie Biesiadki), Domosławice, Gnojnik, Gwoździec, Olszyny, Poleśnica (obecnie Paleśnica), Tymowa, Zakliczyn i Złota.

## Proboszczowie
- ks. Józef Pamuła (1976–1999)[2]
- ks. Władysław Przybyś (1999–2009)[3]
- ks. Piotr Sobczak (2009–2013)[4]
- ks. Ryszard Biernat (2013–2021)[5]
- ks. Marian Seruś (2021–2024)[6]
- ks. Rafał Słomba (2024 – )[7]